# Saint-Ulphace
Saint-Ulphace és un municipi francès situat al departament del Sarthe i a la regió de País del Loira. L'any 2007 tenia 216 habitants.

## Demografia

### Població
El 2007 la població de fet de Saint-Ulphace era de 216 persones. Hi havia 92 famílies de les quals 24 eren unipersonals (24 homes vivint sols), 40 parelles sense fills i 28 parelles amb fills.
La població ha evolucionat segons el següent gràfic:
Habitants censats

### Habitatges
El 2007 hi havia 179 habitatges, 93 eren l'habitatge principal de la família, 70 eren segones residències i 16 estaven desocupats. 172 eren cases i 4 eren apartaments. Dels 93 habitatges principals, 75 estaven ocupats pels seus propietaris, 17 estaven llogats i ocupats pels llogaters i 1 estava cedit a títol gratuït; 1 tenia una cambra, 6 en tenien dues, 22 en tenien tres, 24 en tenien quatre i 39 en tenien cinc o més. 66 habitatges disposaven pel capbaix d'una plaça de pàrquing. A 54 habitatges hi havia un automòbil i a 33 n'hi havia dos o més.

### Piràmide de població
La piràmide de població per edats i sexe el 2009 era:
| Homes | Edats   | Dones |
| ----- | ------- | ----- |
| 0     | 95 o +  | 0     |
| 0     | 90 a 94 | 0     |
| 0     | 85 a 89 | 0     |
| 0     | 80 a 84 | 8     |
| 12    | 75 a 79 | 4     |
| 12    | 70 a 74 | 4     |
| 0     | 65 a 69 | 8     |
| 4     | 60 a 64 | 0     |
| 4     | 55 a 59 | 4     |
| 4     | 50 a 54 | 8     |
| 12    | 45 a 49 | 12    |
| 8     | 40 a 44 | 4     |
| 8     | 35 a 39 | 8     |
| 4     | 30 a 34 | 8     |
| 16    | 25 a 29 | 0     |
| 4     | 20 a 24 | 4     |
| 4     | 15 a 19 | 4     |
| 4     | 10 a 14 | 4     |
| 4     | 5 a 9   | 4     |
| 0     | 0 a 4   | 12    |

## Economia
El 2007 la població en edat de treballar era de 136 persones, 93 eren actives i 43 eren inactives. De les 93 persones actives 88 estaven ocupades (46 homes i 42 dones) i 5 estaven aturades (2 homes i 3 dones). De les 43 persones inactives 17 estaven jubilades, 15 estaven estudiant i 11 estaven classificades com a «altres inactius».

### Ingressos
El 2009 a Saint-Ulphace hi havia 99 unitats fiscals que integraven 226 persones, la mediana anual d'ingressos fiscals per persona era de 16.110 €.

### Activitats econòmiques
Dels 13 establiments que hi havia el 2007, 3 eren d'empreses de fabricació d'altres productes industrials, 4 d'empreses de construcció, 2 d'empreses de comerç i reparació d'automòbils, 2 d'empreses d'hostatgeria i restauració i 2 d'empreses immobiliàries.
Dels 6 establiments de servei als particulars que hi havia el 2009, 1 era un guixaire pintor, 1 fusteria, 1 lampisteria, 1 empresa de construcció i 2 restaurants.
L'únic establiment comercial que hi havia el 2009 era una floristeria.
L'any 2000 a Saint-Ulphace hi havia 24 explotacions agrícoles que ocupaven un total de 1.513 hectàrees.

## Poblacions més properes
El següent diagrama mostra les poblacions més properes.